# Тибо I (Навара)
Тибо (Теобалдо) IV Шампан ('Трубадур, Постум) (на френски: Thibaut IV de Champagne, le Chansonnier; на испански: Teobaldo; на немски: Theobald von Champagne, Posthumus, der Trobadour, der Sänger; * 30 май 1201; † 8 юли 1253, Памплона) e от 1201 г. граф Шампан и Бри – като Тибо IV, а от 1234 г. крал на Навара като Теобалд I Велики.
Той е автор на 71 лирически композиции, от тях 37 са любовни песни. Тибо е най-известният трубадур за неговото време.

## Произход и младежки години
Теобалд е посмъртен син на граф Тибо III Шампан (1179 – 1201) и на Бланш Наварска († 1229), най-малката дъщеря на крал Санчо VI Наварски († 1194) и Санча Кастилска.
Баща му умира, когато майка му е още бременна с него. Майка му управлява като регент в Шампан, а той е възпитаван в двора на своя кръстник френския крал Филип Огюст. Там той се влюбва в тринадесет години по-голямата Бланш Кастилска, съпруга на престолонаследника Луи VIII Лъвът и братовчедка на майка му. Той пише за нея песни и стихотворения, което му донася допълнителното име Трубадур (или „Шансониер“ във Франция).

## Граф на Шампан и Бри
През 1222 г. Теобалд става пълнолетен и поема управлението на наследството си. Той признава сюзеренитета на Луи VIII през юни 1223 година като наследник на Шампан и Бри.
През 1226 година при обсадата на Авиньон 24-годишният граф изоставя крал Луи VIII Лъва. Английският хронист Роджер Вендовер (1236) пише, че Тибо, „страдайки от страст“ към кралицата, се опитва да отрови крал Луи VIII по време на обсадата на Авиньон. Бенедиктинският монах Матей Парижки в „Голямата история на Англия“ потвърждава това: „Била е пусната мълва, че граф Тибо отровил краля с отрова, защото решил по престъпен начин да спечели кралицата, към която питаел нежни чувства“. Френската аристокрация даже призовава Луи IX да извика шампанския граф на дуел, мъстейки за смъртта на баща си, но Бланш спира сина си. Благодарение на любовта и помощта на Тибо, овдовялата регентка през 1226 година побеждава съюзените срещу нея метежни барони.
През 1229 година Тибо живее по покана на кралицата в Лувъра, ползвайки се с влияние при двора, и съчинява песни.

## Крал на Навара (1234 – 1253)

### Наследство на Навара
След смъртта на Санчо VII (брат на майка му) през 1234 г. Тибо получава неговото наследство в Навара. Теобалд реформира управлението на Навара по севернофренски маниер. През 1236 година той отново поддържа въстанието на бароните, скоро потушено от Луи IX.

### Кръстоносен поход на бароните
Набожният крал отговаря на призива на римския папа Григорий IX за кръстоносен поход и възглавява френския контингент, който пристига в Акра на 1 септември 1239 година. Той отива на юг, за да нападне египетските крепости Аскалон и Газа. Това пътешествие в Задморската земя се обръща в пълен неуспех – войските са разгромени недалеко от Газа на 13 ноември 1239 година.
През 1239 г. френските барони пристигат в Палестина. Посещават Йерусалим, който е преотстъпен от мюсюлманите на Фридрих ІІ чрез 10-годишен договор. Започват големи разногласия и конфликти, затова заедно с другите кръстоносци през септември 1240 г. Тибо напуска Светите земи и се връща във Франция. Оттам той донася според легендата дамаска роза (известна като „роза-галика“ или „провинска роза“), както и парче от истинския Христов кръст.
В книгата си „Животът на Луи Свети“ (1305 – 1309), написана от участник в Седмия кръстоносен поход и сенешал на Шампан – Жан дьо Жоанвил (1223 – 1317), се отделят няколко реда на описание на сюзерена:
„Пред кралската маса (в анжуйския Сомюр през 1241 година) с лице към графа на Дрьо се хранеше монсеньор, кралят на Навара, в камзол и атлазена мантия, захваната добре с колан с катарама и със златна шапка. …В далечния край на залата стоеше масата на кралицата-майка Бланш, обърната към тази, която заемаше краля.“

### Смърт
Тибо умира на 8 юли 1253 г. в Памплона, по-малко от година след обожаваната от него дама Бланш Кастилска (* 1188, † 27 ноември 1252). Той е погребан в катедралата Санта Мария ла Реал, а сърцето му – в манастир Корделиерес в Прованс.

## Фамилия
Първи брак: през 1217 г. за Гертруд фон Дагсбург (* ок. 1203, † 30 март 1225), дъщеря на Албрехт II фон Дагсбург, граф на Дагсбург и Мец, и Гертруда фон Баден, и вдовица на херцога на Горна Лотарингия Теобалд I. След като не получава Графство Мец, той я изгонва.
Втори брак: през 1223 г. за Агнес († 11 юли 1231), братовчедка на Луи IX Светия, с която си играе още във френския двор. Агнес е дъщеря на Гуихард IV Божьо († 1216) и на Сибила († 1217) от Хенегау. Тя умира през 1231 г. От нея той има една дъщеря:
- Бланш (* 1226, † 11 август 1283)
  - ∞ 1236 за херцог Жан I от Бретан († 1286)

Трети брак: през 1232 г. за Маргарета от Бурбон-Дампиер (1211 – 1256), дъщеря на Архамболт VIII, сеньор на Бурбон от Дом Дампиер. С нея той има децата:
- Елеонора (1233, † млада)
- Теобалдо V/II (* 1238, † 4 декември 1270 в Трапани), граф на Шампан и крал на Навара
- Маргарета (* 1240, † 3 октомври 1307)
  - ∞ на 10 юли 1255 за херцог Фридрих III от Лотарингия († 1302) от Дом Шатеноа
- Пиер († 22 май 1265), господар на Муруцабал
- Беатрис (* 1242, † 1295)
  - ∞ 1258 херцог Хуго IV от Бургундия (* 1212, † 1272)
- Енрике III/I Дебелия (* 1244, † 22 юли 1274), граф на Шампан и крал на Навара